# Дългопол
Дългопол е град в Североизточна България. Той се намира в Област Варна. Градът е административен център на Община Дългопол. Старото му име е Ново село (на турски: Eni köy).
По данни на ГРАО към 15 юни 2023 г. в града живеят 4575 души по настоящ адрес и 4844 души по постоянен адрес.

## География
Община Дългопол е разположена в източната част на Стара планина. Релефът е полупланински и планински. Над 50 процента от територията е заета от горски масиви. Общинският център Дългопол се намира на 70 km от Варна. Съседни на Дългопол са общините Долни чифлик, Провадия, Руен и Смядово.
На територията на общината се намира язовир „Георги Трайков“ с дължина 28 km и с пълен обем 330 милиона m3. Общината е пресечена от реките Луда и Голяма Камчия. Климатът е умерено-континентален с мека зима, влажна пролет, сухо лято и променлива есен.

## История
Ценни за цялата археологическа култура са оръдията на труда, съдовете, оръжията, култовата пластика от неолита, халколита и бронзовата епоха, открити при проучването на еднослойните селища Усое-1 и Усое-2 при село Аспарухово, селищните могили при село Сава, село Цонево и заличеното Голямо Делчево. Неолитното селище Усое, съществувало от V хилядолетие преди Христа, е от така наречения „открит тип“. От него са разкопани 80 землянки с неправилна форма. Савенската селищна могила дава името на т.нар. енеолитна „Култура Сава“, проучена през 1950-те години. Там са открити уникални керамични съдове с многоцветна украса, каменни, кремъчни и костени оръдия на труда.
Интересна находка е неолитен некропол, от който са проучени 30 гроба. Мъртвите са погребани в поза хокер – свити и полегнали на една страна, със свити ръце към гърдите, като положението на дете в майчина утроба.
Югозападно от днешното селище е разкрита късноантична еднокорабна църква със запазени фрагменти от стенописи.
Ново село, Провадийска околия е преименувано в Дългопол с МЗ 2820 (обн. 14.VІІІ.1934). През 1964 г. село Дългопол е признато за селище от градски тип, а през 1969 г. получава статут на град.

## Култура
В града са създадени шест детски фолклорни групи и осем състава за автентичен фолклор. Фолклорните тържества в общината се провеждат по специален календар. Детско-юношеският духов оркестър участва в смесени концерти с български оркестри. В него са обучени повече от 450 деца.
От общината са поетите Андрей Германов и Иван Вълчев, енциклопедистът Димитър Златарски, академик Атанас Атанасов и професорите Страшимир Димитров и Георги Германов.

## Население
Численост на населението според преброяванията през годините:
| \| Година на преброяване \| Численост \| \| --------------------- \| --------- \| \| 1934 \| 3695 \| \| 1946 \| 4503 \| \| 1956 \| 5204 \| \| 1965 \| 5013 \| \| 1975 \| 5390 \| \| 1985 \| 5314 \| \| 1992 \| 5304 \| \| 2001 \| 5394 \| \| 2011 \| 4888 \| \| 2021 \| 4254 \| |           |
| Година на преброяване | Численост |
| 1934 | 3695      |
| 1946 | 4503      |
| 1956 | 5204      |
| 1965 | 5013      |
| 1975 | 5390      |
| 1985 | 5314      |
| 1992 | 5304      |
| 2001 | 5394      |
| 2011 | 4888      |
| 2021 | 4254      |

### Етнически състав

#### Преброяване на населението през 2011 г.
Численост и дял на етническите групи според преброяването на населението през 2011 г.:
|                     | Численост | Дял (в %) |
| Общо                | 4888      | 100.00    |
| Българи             | 3308      | 67.67     |
| Турци               | 120       | 2.45      |
| Цигани              | 129       | 2.63      |
| Други               | 7         | 0.14      |
| Не се самоопределят | 23        | 0.47      |
| Неотговорили        | 1301      | 26.61     |

## Забележителности

### Исторически музей
Историческият музей в Дългопол е създаден през 1948 г. като училищна сбирка от учителя-енциклопедист Димитър Златарски. От 1953 г. музеят има собствена сграда и държавна издръжка. През 1985 година в центъра на Дългопол с правителствено решение е построена нова, съвременна и функционална сграда. През 1975 г. Дългополският музей е обявен за държавен – като база за това са събираните в предходните десетилетия експонати и материали. В резултат от събирателната дейност на неговия създател Димитър Златарски в хранилищата на музея постъпват големи количества материали от територията на Дългополската и съседни общини, които правят колекцията на музея една от най-богатите в страната. В археологическия отдел са обхванати всички епохи от палеолита до Късното средновековие. Интерес на територията на общината представлява археологическият комплекс „Арковна“, състоящ се от предримски, римски и късноантични могили – некрополи.
Проучено е трако-римско светилище от 3 – 4 век с мраморни и други релефи на тракийския бог – конник. Римската епоха е представена от колективни находки на железни сечива и оръжия, бронзови и сребърни монети, бронзова пластика. Извършени са спасителни разкопки на славянско селище с 15 землянки, в които са открити глазирани керамични съдове и голяма находка от славянски земеделски сечива.

### Чудните скали
На територията на общината, на брега на язовир „Георги Трайков“, се намират скалните образувания, наречени „Чудните скали“.

## Редовни събития
От 2013 г. всяка година на 14 октомври се организира меден събор в село Аспарухово

## Личности
Родени
- Димитър Златарски (1903 – 1989) – български учител, музеен работник и енциклопедист
- Атанас Атанасов (1943) – български учен агроном, академик